# Benjamin Kiptoo
Benjamin Kiptoo Kolum (10 gennaio 1979) è un ex maratoneta keniota.

## Biografia
Nel 2009 e nel 2011 ha partecipato ai Mondiali nella maratona, concludendo però la gara con un ritiro in entrambe le occasioni.

## Palmarès
| Anno | Manifestazione | Sede    | Evento   | Risultato | Prestazione | Note |
| ---- | -------------- | ------- | -------- | --------- | ----------- | ---- |
| 2009 | Mondiali       | Berlino | Maratona | dnf       | dnf         |      |
| 2011 | Mondiali       | Taegu   | Maratona | dnf       | dnf         |      |

## Altre competizioni internazionali[1]
2006
- 8º alla Maratona di Firenze ( Firenze) - 2h16'08"

2008
- Oro alla Maratona di Pechino ( Pechino) - 2h10'14"

2009
- Oro alla Maratona di Roma ( Roma) - 2h07'17"
- 7º alla Maratona di Francoforte ( Francoforte sul Meno) - 2h10'07"

2010
- 4º alla Maratona di Parigi ( Parigi) - 2h08'01"

2011
- Oro alla Maratona di Parigi ( Parigi) - 2h06'31"

2012
- 23º alla Maratona di Parigi ( Parigi) - 2h14'34"
- Bronzo alla Maratona di Seul ( Seul) - 2h10'35"

2013
- 8º alla Maratona di Praga ( Praga) - 2h14'13"
- Argento alla Maratona di Torino ( Torino) - 2h09'50"

2015
- 6º alla Maratona di Hannover ( Hannover) - 2h11'09"

2016
- 5º alla Maratona di Stoccolma ( Stoccolma) - 2h15'04"
- 8º alla Maratona di Danzhou ( Danzhou) - 2h20'17"